# نقد العلم

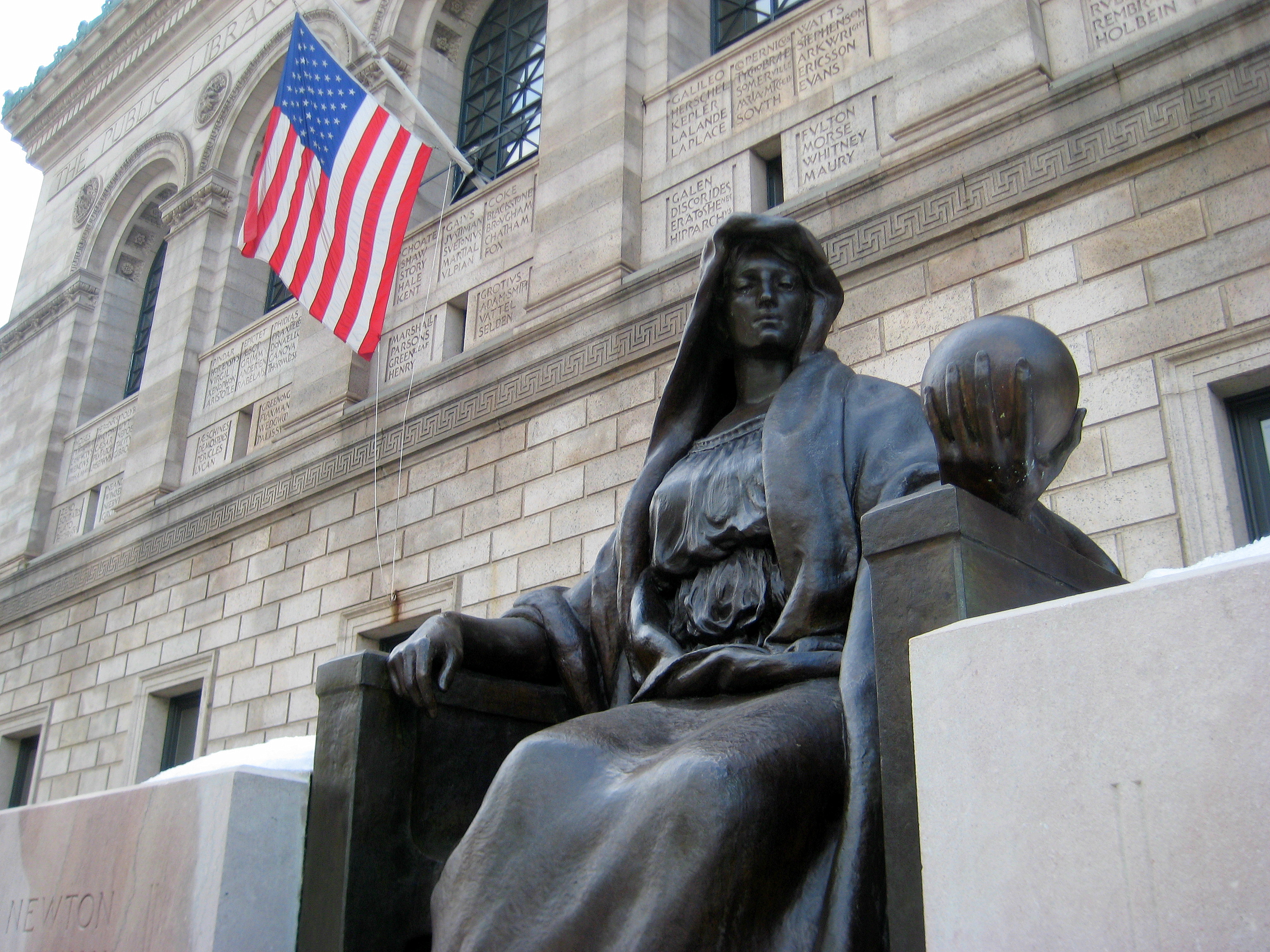
تجسيد «العلم» أمام مكتبة بوسطن العامة

انتقاد العلوم هو مجموعة من التحليلات المنهجية والفلسفية العلمية والأدوار السلبية المحتملة لوسائل الإعلام والسياسة التي تعمل في مجال البحث العلمي. ويختلف النقد العلمي عن المواقف الأكاديمية الخاصة بمعتنقي أفكار مناهضة العلم أو مناهضة العقلانية التي تسعى إلى رفض المنهج العلمي بأكمله. وفضلاً عن أنه يُوَجَّه النقد من أجل معالجة وتنقيح مشكلات العلوم من أجل العمل على تحسين هذه العلوم بأكملها وتحسين دورها في المجتمع.

## النقد الفلسفي
لقد وصف المؤرخ جاك بارزون (Jacques Barzun) العلوم بأنها «الإيمان التعصبية أكثر من أي شيء على مر التاريخ» وحذر من استخدام الفكر العلمي لكبح اعتبارات المعنى باعتبارها جزءًا لا يتجزأ من معنى الوجود البشري.

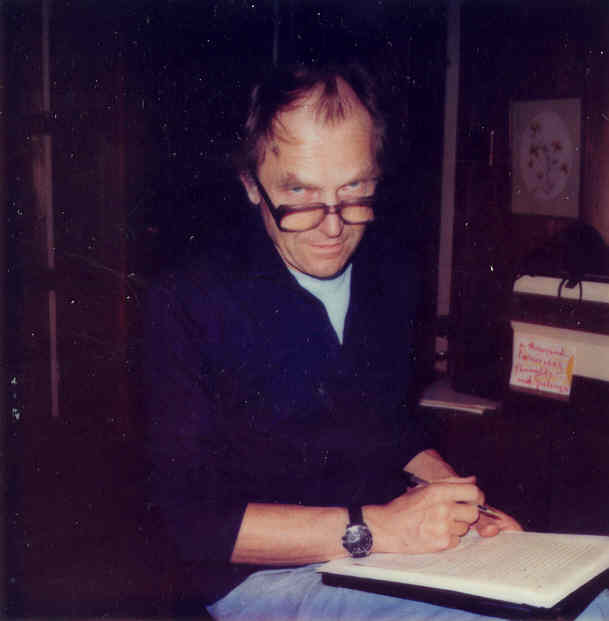
ذكر بول فييرآبند (Paul Feyerabend) في كتابه "ضد المنهج" (Against Method) أن "جميع العلوم المنهجية، حتى تلك العلوم الأكثر وضوحًا منها، لها حدودها الخاصة."

قدم فيلسوف العلم باول فييرآبند فكرة الفوضوية المعرفية، والتي ترى عدم وجود قواعد منهجية مفيدة وبعيدة عن الاستثناء تحكم تقدم العلم أو نمو المعرفة، كما تعد فكرة أن العلم يمكن أو ينبغي أن يعمل وفقًا لقواعد عالمية ثابتة فكرة غير واقعية وخبيثة وتضر بالعلم نفسه. يدعو فيرابند إلى إقامة مجتمع ديمقراطي يتم فيه التعامل مع العلم بطريقة مساوية لـ الإيديولوجيات الأخرى أو المؤسسات الاجتماعية بالإضافة إلى غيرها مثل الدين والتعليم أو السحر والأساطير، ويرى أن هيمنة العلم في المجتمع أمرًا فاشيًا وغير مبرر. ويدعي أيضًا (مع امرى لاكاتوس (Imre Lakatos)) أن مشكلة وضع الحدود لتمييز العلم من العلوم الزائفة على أسس موضوعية ليست ممكنة، وبالتالي تعتبر هذه المشكلات مشكلات معضلة بالنسبة لمفهوم العلم وفقًا للقواعد العالمية الثابتة.
كذلك، انتقد فيرابند العلم لعدم وجود دليل على مفاهيمه الفلسفية الخاصة. وخصوصًا فكرة توحيد القوانين وتوحيد العمليات من جهة الزمان والمكان، على النحو الذي ذكره ستيفن جاي جولد يقول فيرابند: «علينا أن ندرك أن النظرية الموحدة للعالم المادي غير موجودة ببساطة، فلدينا النظريات التي تعمل في المناطق المحظورة، ولدينا محاولات رسمية بحتة لتلخيصها في صيغة واحدة، ولدينا الكثير من الدعاوى التي لا أساس لها (مثل الدعوى بأنه يمكن تحويل الكيمياء إلى الفيزياء)، وقد تم التخلص من الظواهر التي لا تتفق مع الإطار المقبول؛ ففي علم الفيزياء، والتي يعتبرها كثير من العلماء العلم الأساسي الحقيقي، لدينا الآن على الأقل ثلاث وجهات نظر مختلفة... دون وعد التوحيد الخيالي (وليس فقط الرسمي)». وبعبارة أخرى، العلم هو المصادرة على المطلوب عندما يُفترض أن هناك حقيقة عالمية لا يوجد عليها دليل.
لقد فحص أستاذ علم الاجتماع، ستانلي أرونويتز (Stanley Aronowitz)، العلم للتعامل مع افتراض أن الانتقادات الوحيدة المقبولة بالنسبة للعلوم هي تلك التي أُجريت في إطار المنهجية التي وضعها العلم لنفسه. ويؤكد العلم على أن أولئك الذين تم تجنيدهم في مجتمعه، من خلال وسائل التدريب والاعتماد، هم فقط المؤهلون لتقديم هذه الانتقادات. ويزعم أرونوتس (Aronowitz) أيضًا أنه عندما يعتبر العلماء أن من المضحك أن المسيحية الأصولية تستخدم المراجع االتوراتية لتدعم دعواها بأن الإنجيل صحيح، فإن العلماء يستخدمون نفس الأسلوب من خلال استخدام الأدوات العلمية لتسوية الخلافات التي تتعلق بصحته.
انتقد الفيلسوف الديني ألان واتس العلم للعمل في ظل النموذج المادي للعالم بأن افترض أنه مجرد نسخة معدلة من النظرة الإبراهيمية للعالم، والتي ترى أن «الكون قد خلقه ويقوم بإدارته المشرع» (والذي عادة ما يعرف باسم الله أو لوغوس). وقد أكد واتس أنه من خلال صعود العلمانية في الحقبة من القرن الثامن عشر إلى القرن العشرين عندما تخلص الفلاسفة العلميين من فكرة وجود مشرّع، فإنهم قد أبقوا على فكرة القانون، وأن فكرة أن العالم هو آلة مادية تعمل بالقانون هي افتراض غير علمي مثل المذاهب الدينية التي تؤكد أن العالم آلة مادية تعمل وتُدار بمعرفة المشرّع.

### نظرية المعرفة
قارن ديفيد باركن (David Parkin) موقف النظرية المعرفية للعلم بذلك الموقف الذي يتعلق بـ الكهانة. وأشار إلى أنه، على الرغم من أن الكهانة وسيلة محددة معرفيًا لتفهم مسألة معينة، فإنه يمكن اعتبار أن العلم في حد ذاته شكل من أشكال الكهانة التي تم تأطيرها من وجهة النظر الغربية لطبيعة المعرفة (وبالتالي التطبيقات الممكنة لها).
يؤكد الأسقف الموسوعي وايبسكوبس الإيروسية روبرت أنطون ويسلون (Robert Anton Wilson) على أن الأدوات المستخدمة في البحث العلمي تعطي حلولاً ناجعة لمشاكله المتعلقة فقط بما هو مستعمل، وأنه لا توجد وجهة نظر موضوعية يستطيع العلم من خلالها تحقيق النتائج التي توصل إليها لأن جميع النتائج تتعلق بالبداية.
يتجاهل مجال علم الظواهر البيئية العلوم والتكنولوجيا لأسباب وجودية، ويدعو إلى الانفتاح على «العناصر الأساسية للتجربة الإنسانية مع العالم». إنه يريد «الدخول...إلى الحاضر الحسي»، و «استعادة الحس الأخلاقي من إنسانيتنا» من خلال «[تعافي] الحس الأخلاقي الطبيعي أولاً». وكدعوة لاعتناق «نوع من البساطة المتعمدة والتي من خلالها يكون من الممكن مواجهة العالم وأنت غير مرهون بما يسمى التسليم الجدلى.» يقول علماء الظواهر البيئية أن الأزمة البيئية الحالية هي أزمة لها أسباب مادية والميتافيزيقا سواءً بسواء، وأن إعادة صياغة مفاهيم العلاقات البشرية بالأرض تعد أمرًا بالغ الأهمية للمساعدة في تقليل الأضرار الناجمة عن الثقافة التي تشارك في الاستغلال النفعي للعالم الطبيعي. ويرجع السبب في ذلك إلى محاولة علماء الظواهر البيئية لدراسة المفاهيم الغربية لـ الفلسفة والزمانية والغائية وكذلك التقييمات الاقتصادية والاجتماعية والعلمية للطبيعة.

### الأخلاق
قدم العديد من الأكاديميين نماذج نقدية حول الأخلاق في العلوم. ففى العلوم والأخلاق، على سبيل المثال، قام أستاذ الفلسفة بيرناند رولين (Bernard Rollin) بإجراء دراسة حول الارتباط بين الأخلاق والعلوم وأقام حوارات ومناقشات من أجل جعل التربية في علم الأخلاق جزءًا لا يتجزأ من التدريب العلمى.
يرى الكثير من المفكرين في العصر الحديث أمثالكارولين ميرشانت (Carolyn Merchant) وتيودورأدورنو (Theodor Adorno) وإيرنست فريدرش شوماخر (E. F. Schumacher) أن الثورة العلمية في القرن السابع عشر قد حولت العلم من التركيز على فهم الطبيعة أو المعرفة إلى التركيز على استغلال الطبيعة، مثل الطاقة وأن تركيز العلوم على استغلال الطبيعة يؤدي حتميًا إلى استغلال البشر كذلك. وقد أدى تركيز العلوم على المعايير الكمية إلى الانتقاد بأنه غير قادر على تحديد الجوانب النوعية الهامة من العالم.

## المنظور الإعلامي
تواجه وسائل الإعلام العديد من الضغوط التي قد تمنعها من تصوير الادعاءات العلمية المتنافسة بدقة من حيث مصداقيتها في الأوساط العلمية ككل. فتحديد مقدار أهمية جوانب مختلفة في النقاش العلمي يتطلب خبرة كبيرة بشأن هذه المسألة. هناك عدد قليل من الصحفيين لديهم معرفة علمية حقيقية، وحتى الصحفيين المتخصصين الذين يعرفون الكثير عن قضايا علمية معينة قد لا يعرفون إلا القليل عن القضايا الأخرى التي يُطلب منهم فجأة تغطيتها.

## السياسة
هناك العديد من القضايا تتسبب في إلحاق الضرر بعلاقة العلم بوسائل الإعلام واستخدام العلم والبراهين العلمية من قبل السياسيين. فعلى سبيل التعميم واسع النطاق، يسعى العديد من السياسيين للحصول على الحقائق والأحداث اليقينية في حين أن العلماء عادة ما يقدمون الاحتمالات والمحاذير. ومع ذلك، فإن قدرة السياسيين في جعل الجمهور يستمع إليهم في وسائل الإعلام تشوه في كثير من الأحيان الفهم العلمي لدى الجمهور. وقد أظهرت أمثلة من بريطانيا تشمل الجدل حول لِقاحُ الحَصْبَةِ والنُّكافِ والحُمَيراء، وقد كان التركيز في عام 1988 على استقالة الوزير إدوينا كورى (Edwina Currie) من الحكومة بسبب الكشف عن أن هناك احتمال كبير بتلوث أقفاص البيض بـ السالمونيلا.
ويشير بعض العلماء والفلاسفة إلى أن النظريات العلمية تكونت بصورة أكبر أو أقل من خلال هيمنة النماذج السياسية أو الاقتصادية أو الثقافية في ذلك الوقت، ومع ذلك فإن المجتمع العلمي قد يدعي أنه مُستثنى من التأثيرات الاجتماعية والظروف التاريخية. فعلى سبيل المثال، يعتقد عالم الحيوان بيتر كروبوتكين (Peter Kropotkin) أن نظرية داروين في الارتقاء مغالى فيها بشكل كبير؛ فأسلوب الحياة الذي قاله وهو أنه «يجب علينا الكفاح من أجل البقاء على قيد الحياة» قد تأثر بـ الرأسمالية وأنماط حياة الناس المكافحة التي كان يعيش بينها. ويعتقد كارل ماركس أيضًا أن العلم كان مدفوعًا ومستخدمًا إلى حد كبير من قبل رأس المال
ويعتقد كل من روبرت أنطون ويلسون (Robert Anton Wilson) وستانلي أرونويتز (Stanley Aronowitz) وبول فايرابند (Paul Feyerabend) أن المجمع الصناعي العسكري والشركات الكبرى والمنح التي جاءت منها كان لها تأثيرًا هائلاً على البحث العلمي ونتائج التجارب العلمية. حتى أرونويتز (Aronowitz) ذهب إلى أبعد من ذلك حيث قال؛ "لا يهم أن تكون عقيدة المجتمع العلمي هي إنكار تحالفه مع القوة الاقتصادية / الصناعية والعسكرية. وهناك أدلة قطعية على أن ذلك هو الحال القائم. وبذلك، يكون لكل قوة عظمى سياسة وطنية في العلوم؛ فجيش الولايات المتحدة يخصص مليارات الدولارات كل عام للأبحاث "الأساسية" والأبحاث "التطبيقية".
في كتابه المجتمع الصناعي ومستقبله (Industrial Society and Its Future) المعروف أيضًا باسم بيان أونابومبر (The Unabomber's Manifesto)، كان تيودور كازينكسي (Theodore Kaczynski)، وهو عالم في البكتيريايزعم أن العلم ما هو إلا "مسيرات عمياء" لا تلقي بالاً للرفاهية الحقيقية للجنس البشري أو إلى أي معيار آخر، وأنه لا يذعن إلا للاحتياجات النفسية للعلماء والمسؤولين الحكوميين والمديرين التنفيذيين للشركات التي تقدم الأموال للأبحاث العلمية". ويقول أيضًا أن العلم نشاط بديل، أي "نشاط موجه نحو الهدف الصناعي الذي تحدده الناس لأنفسهم فقط من أجل الحصول على بعض الأهداف التي يسعون لتحقيقها، أو دعنا نقول، في سبيل "الإنجاز" الذي يحصلون عليه من تحقيق أهدافهم."

## كتابات أخرى
- نيكولاس رشر، The Limits of Science, Pittsburgh: the University of Pittsburgh Press; 2nd edition, 1999
- Marsonet, Michele. Science, Reality, and Language, New York: SUNY, 1995
- Feyerabend, Paul. Science in a Free Society, Verso
- Conway، Erik (2011). Merchants of doubt : how a handful of scientists obscured the truth on issues from tobacco smoke. [S.l.]: Bloomsbury. مؤرشف من الأصل في 2023-03-14. {{استشهاد بكتاب}}: تحقق من التاريخ في: |سنة= لا يطابق |تاريخ= (مساعدة) والوسيط غير المعروف |الرقم المعياري= تم تجاهله يقترح استخدام |ردمك= (مساعدة)